# فيضانات السودان عام 1988
فيضانات السودان في أوائل أغسطس عام 1988 ضربت مدينة الخرطوم، عاصمة البلاد، وتسببت في أضرار جسيمة. وفي 4 من أغسطس، تلقّت منطقة الخرطوم 210 ميليمترات من الأمطار خلال 24 ساعة، أي ما يزيد على ضعف المعدل السنوي المعتاد للأمطار. وهطلت أمطار غزيرة أيضًا في 11، 13 من الشهر ذاته. دمرت الأمطار والفيضانات اللاحقة قرابة 127,000 مسكنً كان يؤوي نحو 750,000 نسمة ومعظمهم نزحوا من مناطق أخرى بالسودان. كما تعطّلت بشدة إمدادات الغذاء والماء، وشبكات الصرف الصحي، ووسائل النقل، وأنظمة الاتصالات. وبلغ عدد ضحايا الفيضانات 80 شخصًا.